# Пригородное (Костанайская область)
Пригородное (каз. Пригородное, ранее Элеваторный) — село в Житикаринском районе Костанайской области Казахстана. Административный центр и единственный населённый пункт Пригородной аульной администрации.

## Физико-географическая характеристика
Находится на расстоянии 5 километрах от восточной границы города Житикара. Код КАТО — 394431100.
На территории села находится железнодорожная станция Житикара (ранее Джетыгара).
Село расположилось на пологоволнистой равнине со слабым уклоном к востоку. Климат резко континентальный с жарким сухим летом и малоснежной и холодной зимой. Территория села безлесная.

## История
В октябре 1954 году утвердили границы нового посёлка Элеваторный.
В октябре 1957 года «Казэлеватормельстрой» начала строительство главного корпуса элеватора. В 1963 году построен первый силосный корпус ёмкостью 25 тысяч тонн, а в 1965 году сдан второй корпус. В 1971—1974 гг. достроены силосные корпуса ёмкостью 72 тыс. тонн.
В 1959 году Элеваторный преобразован в посёлок Пригородный.
В 1969—1970 построили школу.
С 1990 года Джетыгаринский элеватор переименован в Джетыгаринский комбинат хлебопродуктов.
С 2011 года элеватор принадлежит ТОО «КазАгроТрейд», которая оказала негативное влияние на развитие села. В мае 2015 года КазАгроТрейд прекратил существование.
В июле 2024 году элеватор был взорван, для того чтобы начать разработку карьера по добыче золота компанией Комаровское горное предприятие (собственник Полиметалл).

## Население
В 1999 году население аула составляло 2158 человек (1027 мужчин и 1131 женщина). По данным переписи 2009 года, в ауле проживало 3028 человек (1392 мужчины и 1636 женщин).
На 1 июля 2015 года численность населения составляла 1446 человек.